# Juhász Kálmán (orvos)
Juhász Kálmán (Nyíregyháza, 1830. augusztus 12. – ?) sebész és járási orvos.

## Élete
Apja Juhász Mihály mérnök volt, anyja Balla Rozália. 1830. augusztus 13-án keresztelték. Felsőbb iskoláit Budapesten és Eperjesen végezte. 1848-ban a honvédek közé állott a 43. zászlóaljban; a szabadságharcot végigküzdötte és mint őrmester tette le a fegyvert. A VIII. gimnáziumi osztályt emiatt el nem végezhette és az osztrák hadseregbe leendő besoroztatástól is félve, az orvos-sebészi pályára lépett a pesti egyetemen és 1854-ben sebészi oklevelet nyert. Ekkor Nyíregyházán telepedett le; 1875-től mint járási orvos Beregmegyében Alsóvereckén, 1884-től pedig Szolyván működött.
Cikkei a Szabolcsmegyei Közlönyben (1879-80. Tájékozások Nyiregyháza multjából, 1880. Honnan kapta Nyiregyháza nevét és mikor kapta. Az eszenyi Miczbán kastély és a Miczbán család, 1882. Szabolcsmegye őslakói a magyarok bejöveteléig; ezeken kívül több apró cikket írt a lapba); írt még a Bereg című hírlapba is.
Kéziratban: Elmélkedések a magyarok őskori lakhelyéről. 1884-ban írta.
Álneve: Torzon a nevezett lapokban 1879-től.